# Banchus poppiti
Banchus poppiti là một loài tò vò trong họ Ichneumonidae.